# Deykandi
Deykandi est une province du centre de l'Afghanistan, initialement intégrée à la province de Orozgân. Sa capitale est  la ville de Nili.

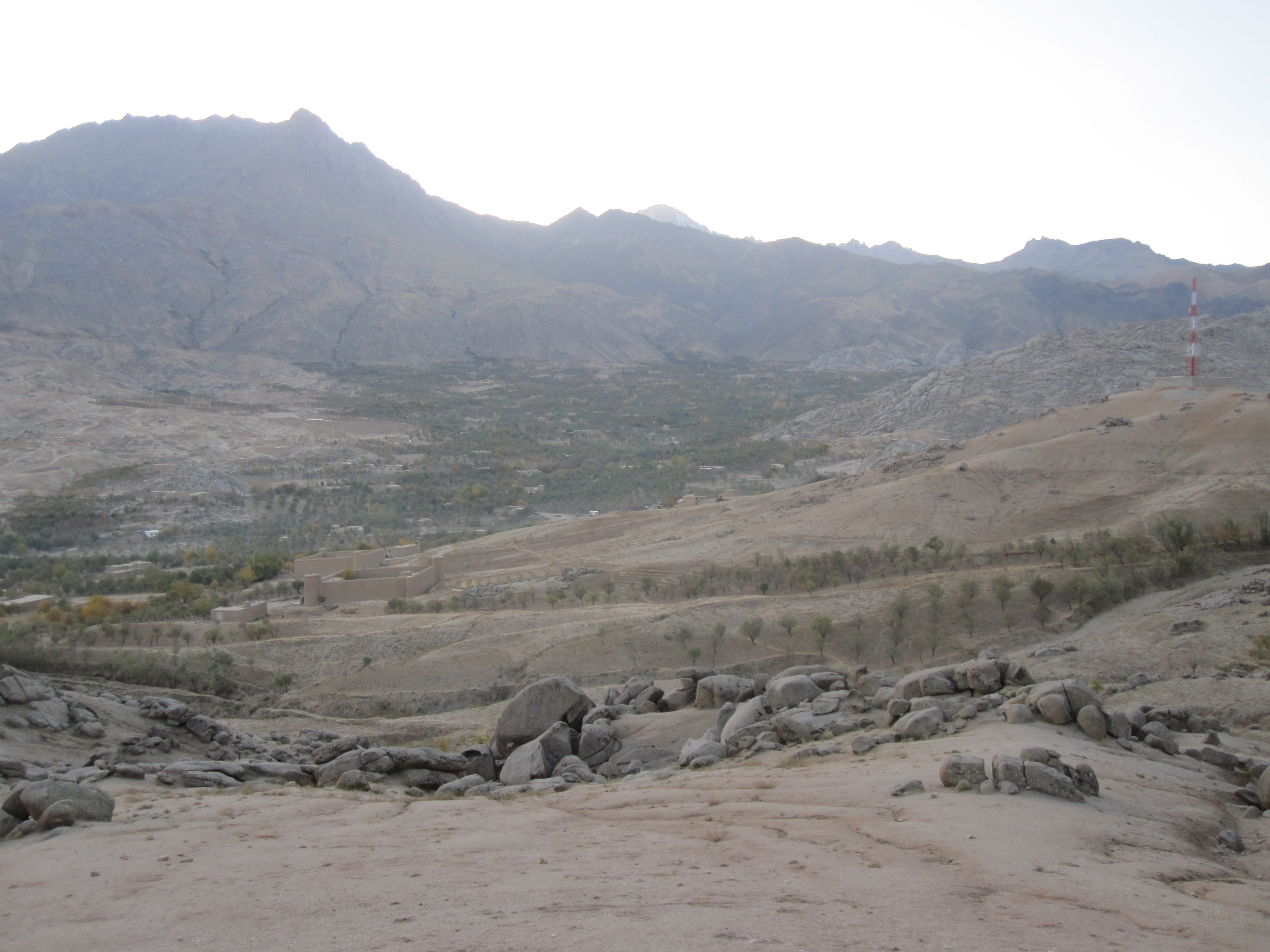
La ville de Nili, le centre provincial de Daykundi

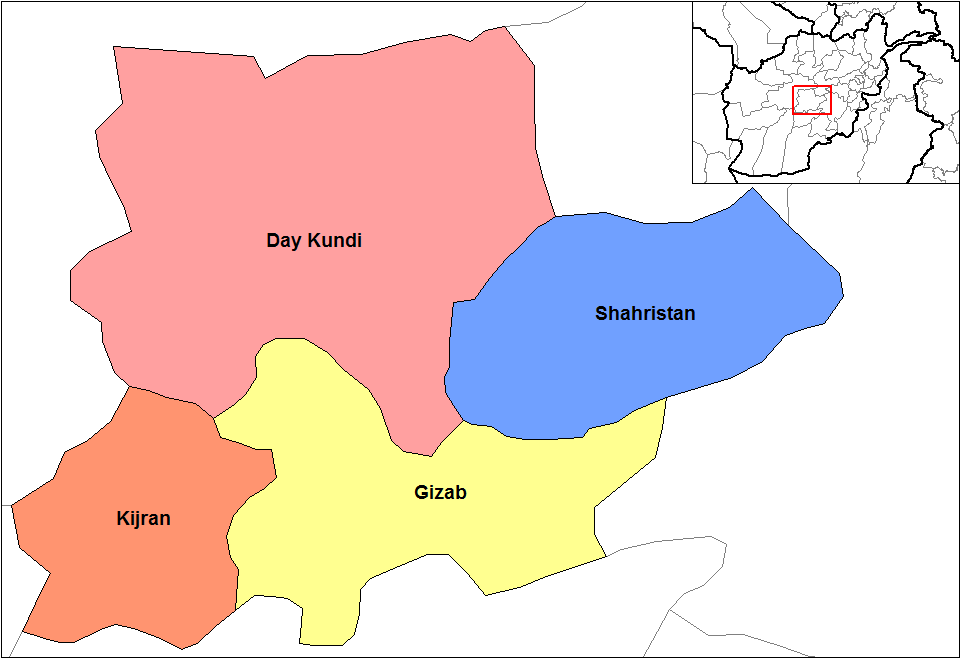
Districts du Daykundi.